# Betamotor
Betamotor S.p.A – włoski producent motocykli marki Beta specjalizujący się w motocyklach trialowych i off-roadowych. 
Powstała w 1904 we Florencji jako firma Società Giuseppe Bianchi produkująca rowery. Produkcja motocykli rozpoczęła się w 1948. Nazwa Beta pochodzi od inicjałów ówczesnych szefów firmy: Enzo Bianchi i Arrigo Tosi.